# Курметура (Прахова)
Курметура (рум. Curmătura) — село у повіті Прахова в Румунії. Входить до складу комуни Пекурець.
Село розташоване на відстані 79 км на північ від Бухареста, 24 км на північ від Плоєшті, 69 км на південний схід від Брашова.

## Населення
За даними перепису населення 2002 року у селі проживали 367 осіб, усі — румуни. Усі жителі села рідною мовою назвали румунську.